# Мокрицкая, Наталья Витальевна
Наталья Витальевна Мокрицкая (род. 4 февраля 1969, Кишинёв) — российский продюсер и киновед. В 2020—2024 годах — генеральный директор «Московского кино».

## Биография
Училась в Молдавском государственном университете на факультете иностранных языков, закончила ВГИК им. С. А. Герасимова в 1992 году — сценарно-киноведческий факультет.
Генеральный директор кинокомпании «Новые люди». В кинобизнесе — с 1993 года. Работала директором по рекламе и связям с общественностью компании «Вест (Мирамакс РФ)», кинокомпании «Парадиз», телеканала «Fashion TV», руководителем отдела фестивальных программ ЗАО «Киноцентр».
С 1 октября 2020 по январь 2024 года возглавляла «Москино» (Государственное бюджетное учреждение культуры г. Москвы «Московское кино», сеть кинотеатров). Руководила Московской кинокомиссией. Программный директор Открытого российского фестиваля авторского кино «Зимний».
В 2024 году входила в члены жюри ХХXII кинофестиваля «Виват кино России!».

## Личная жизнь
Замужем за кинорежиссёром и кинооператором Сергеем Мокрицким.

## Продюсер
- 2006 — «Изображая жертву», режиссёр К. Серебренников — гран-при фестиваля «Кинотавр» (2006), гран-при Римского международного кинофестиваля, гран-при Международного кинофестиваля в Тель-Авиве. Участник официальной программы МКФ в Роттердаме, а также более 40 международных кинофестивалей
- 2008 — «Юрьев день», режиссёр К. Серебренников — гран-при МКФ в Варшаве 2008, участник официальной конкурсной программы МКФ в Локарно 2008, по три номинации на премии «Золотой орёл», «Ника»
- 2008 — «Четыре возраста любви» (2008), режиссёр С. Мокрицкий — приз за лучшую режиссуру на МКФ «Балтийские дебюты», участие в МКФ в Пусане, Дублине и др.
- 2010 — Документальный цикл «Титаны», режиссёр К. Серебренников
- 2011 — «Мой папа Барышников», режиссёры Д. Поволоцкий, М. Другой
- 2012 — «День учителя», режиссёр Сергей Мокрицкий
- 2013 — «Страна хороших деточек», режиссёр Ольга Каптур
- 2014 — «Класс коррекции», режиссёр И. Твердовский — приз за лучший дебют на «Кинотавре», Гран-при МКФ в Карловых Варах, Коттбусе, Марракеше, Онфлере, «Золотой орёл» — 2014, «Ника» — 2014, а также более 40 призов на отечественных и международных кинофестивалях.
- 2014 — «Кино про Алексеева» (2014), режиссёр Михаил Сегал
- 2015 — «Битва за Севастополь», режиссёр Сергей Мокрицкий (сборы в российском кинопрокате 545 млн рублей), 9 номинаций на премию «Золотой орёл», 6 номинаций на премию «Ника», 12 номинаций на премию Ассоциации продюсеров кино и телевидения.
- 2016 — «Я — Учитель», режиссёр Сергей Мокрицкий
- 2016 — «Зоология», режиссёр Иван И. Твердовский — приз за лучшую женскую роль на «Кинотавре» 2016, Спец приз жюри на МКФ в Карловых Варах.
- 2017 — «20:17», альманах короткометражных фильмов, сделанных дебютантами, посвящён 100-летию Русской Революции. Фильм — открытие Санкт-Петербургского культурного форума 2017 года.
- 2018 — «Черновик», режиссёр Сергей Мокрицкий, снят по одноимённому роману С. Лукьяненко «Черновик». Сборы в российском прокате — 220 млн рублей. Участник МКФ в Сиэтле, Форт-Лодердейле, Чикаго, Ситджесе, Монреале.
- 2018 — «Подбросы», режиссёр и автор сценария Иван И. Твердовский. Приз за лучшую женскую роль и лучшую операторскую работу на «Кинотавре» 2018, Спец приз жюри на МКФ в Карловых Варах. Приз за Режиссуру на МКФ в Коттбусе (Германия).
- 2020 — «Любовь без размера», режиссёр Мария Шульгина
- 2020 — «Человек из Подольска», режиссёр Семён Серзин
- 2022 — «Первый Оскар», режиссёр Сергей Мокрицкий[6]
- 2022 — «Похожий человек», режиссёр Семён Серзин
- 2023 — «Наводнение», режиссер Иван Твердовский
- 2024 — «Эль Руссо», сериал, 7 серий, режиссер Сергей Мокрицкий. Конкурсная программа фестиваля «Пилот» (2024 Иваново)